# Ericsson 4

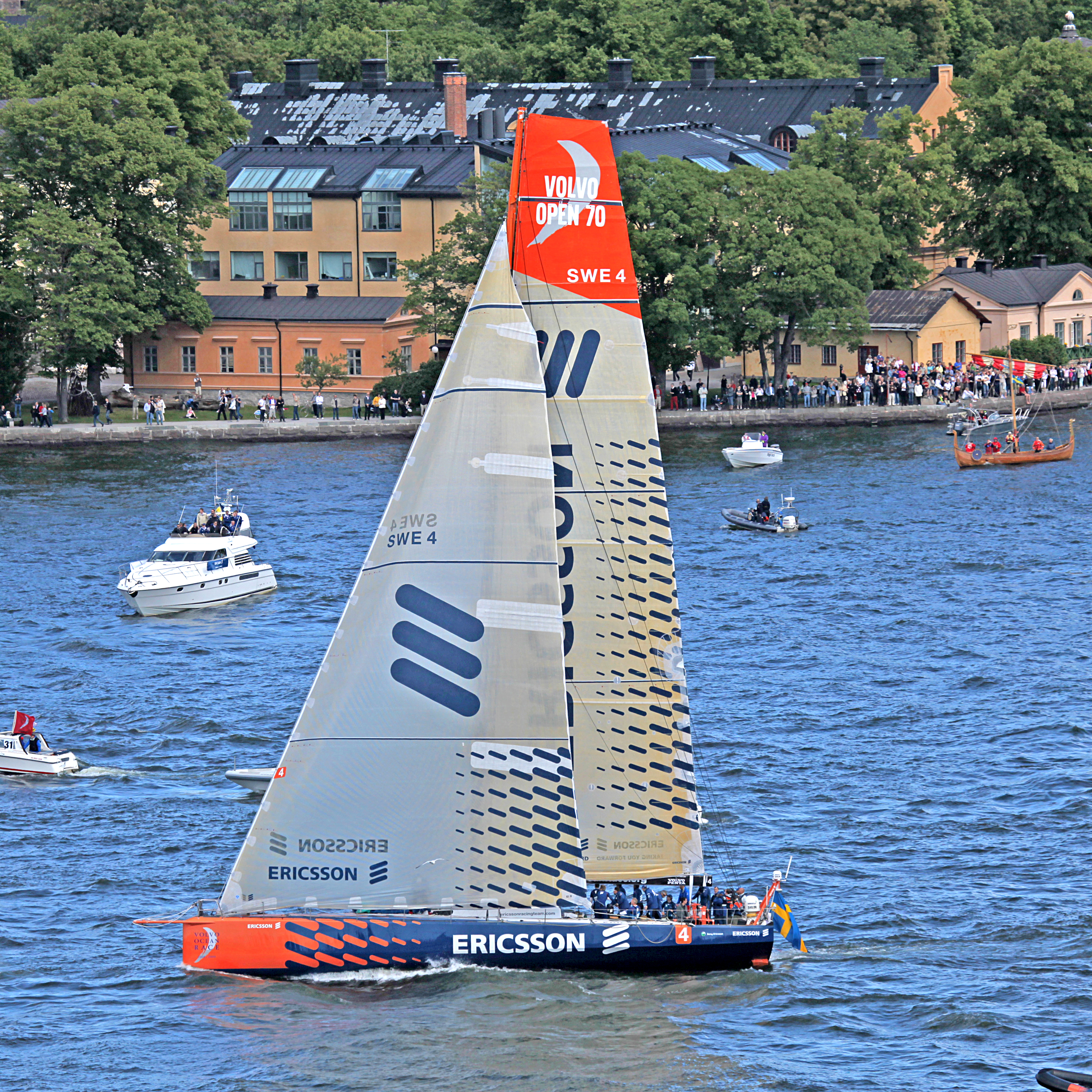
Ericsson 4 vinner Volvo Ocean Race.

Ericsson 4 är en Volvo Ocean 70-båt som deltog och vann Volvo Ocean Race 2008-2009.
Ericsson 4 innehar rekordet för enskrovsbåtar när hon under 24 timmar seglade 1 104,9 km med en medelhastighet på 24,85 knop. (46,02 km/h)
Skeppare ombord på Ericsson 4 var Torben Grael.
Inför Volvo Ocean Race 2011-2012 såldes båten till Groupama som träningsbåt och 2014 övertogs hon av dataföretaget Trifork och fick namnet L4 Trifork.